# نهر دو
نهر دو (بالفرنسية: Doubs)‏ هو ثاني أطول مجرى مياه في فرنسا ويبلغ طوله 453 كلم منها 430 في الأراضي الفرنسية ويمتد لسويسرا.

## التسمية
التسمية Doubs مشتقة من الكلمة Dubis وهي من لغة الغال ومعناها الأسود